# 홍콩 익스프레스 (드라마)
《홍콩 익스프레스》(Hong Kong Express)는 2005년 2월 16일부터 2005년 4월 7일까지 방송된 SBS 수목 드라마이다.

## 개요
- 황태자 강혁과 인생 바닥에서 건들거리던 양아치 민수와의 기묘한 우정을 가진 드라마이며, 해외 로케(홍콩)에서 촬영되었다[1].
- 극중 강혁 역을 맡은 탤런트 차인표의 열연으로, 극중에서 분노하는 일부 장면들(양치질, 댄스, 해변에서 달리기 등)이 '차인표의 분노시리즈'로 한데 모아 편집되어 드라마 방영 당시에 인터넷을 통해 퍼져나가면서 큰 화제가 되기도 하였다.

## 제작진
- 원작 : 소설 《불새》
- 제작 : 캐슬인더스카이(이찬규), 싸이더스 HQ(정훈탁, 장진욱)
- 기획 : 김양
- 극본 : 김성희
- 연출 : 조남국

## 등장 인물
- 조재현 : 강민수 역
- 송윤아 : 한정연 역
- 차인표 : 최강혁 역
- 김효진 : 최마리 역
- 오상무 : 송두례 역
- 이영은 : 조봉숙 역
- 정애연 : 정은하 역
- 조상기 : 김 비서 역
- 윤현숙 : 홍유신 역
- 박근형 : 최 회장 역
- 박정수 : 신 여사 역
- 김성겸 : 한 교수 역
- 신동욱 : 주영 역
- 김은수 : 제니퍼 역
- 쩡즈웨이(증지위) : 왕 사장 역
- 김혜옥 : 민 여사 역
- 박은빈 : 한정연 아역
- 최영균
- 최민 (1974년)